# Рождественская фантазия (мультфильм)
«Рождественская фантазия» — российский мультипликационный фильм 1993 года режиссёра Людмилы Кошкиной по мотивам балета Игоря Стравинского «Петрушка». В этом фильме режиссёр ищет способы соединения целлулоидной технологии с техникой «ожившей живописи».

## Сюжет
На рождественской ярмарке потешник Петрушка смешит людей своими комичными фокусами и трюками. Неподалёку с проезжающей кареты спадает коробка, в которой оказывается Балерина. Петрушка, увидев её, влюбляется, а она — в него. Однако кучер кареты, заметив пропажу, возвращается, забирает Балерину и уезжает. Желая вернуть возлюбленную, Петрушка пускается в погоню за повозкой. Карета, значительно опередив главного героя, доезжает до замка, в котором Балерину заставляют танцевать вместе с Арапом и чудовищами. Не выдержав чересчур быстрого пляса, танцовщица умирает, и её выбрасывают наружу. Наблюдавший за происходящим через окно Петрушка пытается привести Балерину в чувство, но безуспешно. Внезапно появляется Рождественский дед, который оживляет танцовщицу. Также по его велению появляется стол с разной едой, за которым собираются люди, и Жар-птица, которая образует рождественскую ёлку, главным украшением которой становятся Петрушка и Балерина.

## Съёмочная группа
| Автор сценария       | Роза Хуснутдинова                                     |
| Режиссёр             | Людмила Кошкина                                       |
| Художник-постановщик | Людмила Кошкина                                       |
| Аниматоры            | Людмила Кошкина, Наталия Богомолова, Александр Мазаев |
| Оператор             | Кабул Расулов                                         |
| Звукооператор        | Владимир Кутузов                                      |
| Монтаж               | Елены Белявской, Галины Смирновой                     |
| Художник             | Ирина Лебедёва                                        |
| Редактор             | Елена Михайлова                                       |
| Директор фильма      | Нина Соколова                                         |

- создатели приведены по титрам мультфильма.

## Музыка
- В мультфильме в основном звучит музыка из балета «Петрушка»: «фокус» и «русская» из 1-й картины; 1-я тема и «тема проклятия Петрушки» из 2-й картины; «тема гуляющих», «танец кормилиц» и «мужик с медведем» из 4-й картины. Также использована музыка из балета «Жар-птица»: «поганый пляс Кащеева царства» и финал.

Исполнитель музыки — Большой симфонический оркестр под управлением Владимира Федосеева.

## Интересный факт
- Петрушка также появляется в мультфильме «Чего на свете нету», первом из трёх сюжетов альманаха «Весёлая карусель» № 32.

## О мультфильме
Одной из самых своеобразных картин следует признать «Рождественскую фантазию» Л. Кошкиной (1993) — по музыке Стравинского, с использованием мотивов балета «Петрушка». Очень красивая визуальная лента тоже возвращает зрителя к дореволюционным русским традициям празднования Рождества (сценарий Розы Хуснутдиновой).— Георгий Бородин

## Переиздания на видео
Мультфильм многократно переиздавался на VHS и DVD в сборниках мультфильмов, например:
- «Лучшие советские мультфильмы», Studio PRO Video, VHS 1990-е
- «Союзмультфильм, сборник № ?», дистрибьютор «Союз», VHS, середина 1990-х, мультфильмы на кассете: ?
- «Когда зажигаются ёлки», «Союзмультфильм», дистрибьютор «Союз», мультфильмы на диске: «Когда зажигаются ёлки» (1950), «Новогодняя ночь» (1948), «Новогодняя сказка» (1972), «Сказка о Снегурочке» (1957), «Новогоднее путешествие» (1959), «Снегурка» (1969), «Рождественская фантазия» (1993), 
 «Времена года» (1969), «Случилось это зимой» (1968), «Снеговик-почтовик» (1955).
- «С Рождеством», «Союзмультфильм», дистрибьютор «Союз», мультфильмы на диске: «Сказка о Снегурочке» (1957), «Варежка» (1967), «Храбрый заяц» (1955), «Времена года» (1969), «Рождественская фантазия» (1993), «Снегирь» (1983), «Приходи на каток» (1981), «Тимошкина ёлка» (1966).